# Mecklenburg-Strelitzsche Districts-Husaren

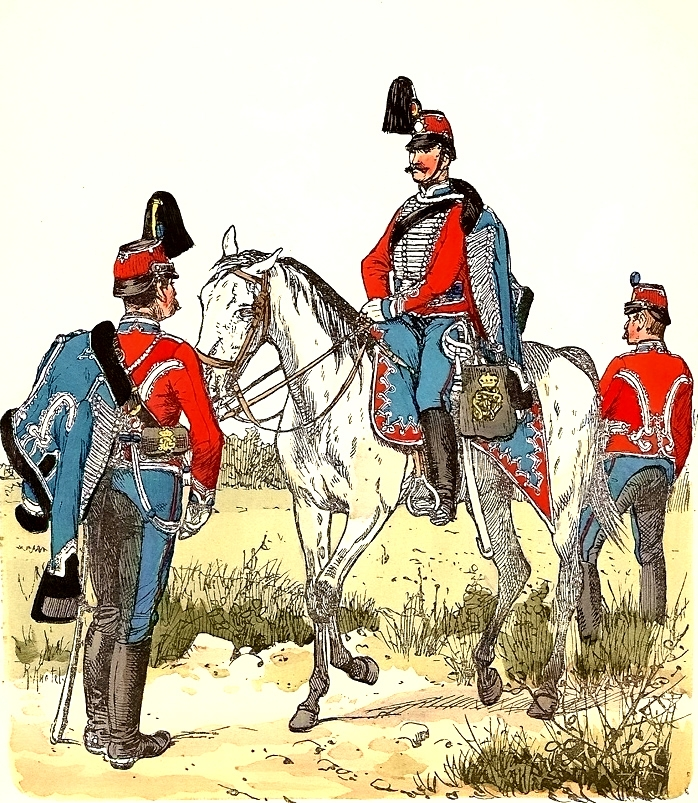
Die Mecklenburg-Strelitzer Districtshusaren um 1900

Die Mecklenburg-Strelitzschen Districts-Husaren waren Soldaten im Landespolizeidienst des Herzogtums Mecklenburg-Strelitz. Das Corps wurde zum 1. September 1798 als Herzogliches Husaren Corps errichtet und war eine militärisch organisierte Landgendarmerie zu Pferde. Die zunächst in Neustrelitz stationierten Districtshusaren waren ab dem 1. Oktober 1798 einsatzbereit.

## Vorgeschichte und Vorbilder

### Vorgeschichte
Bereits im Mittelalter wurden Polizeiordnungen erlassen, wie die Bützowsche Polizeiordnung vom 11. Dezember 1508, in der die Regeln für das allgemeine Zusammenleben aufgestellt wurden. Mit einer Polizeiordnung im späteren Sinne hatte diese allerdings wenig gemein.
Auf Beschluss des Landtages in Sternberg vom Juni 1610 wurden sechs „Einspänniger“ zur Besoldung angenommen. Im selben Jahr traten die Einspänniger erstmals in Erscheinung. Sie sind als die ersten berittenen mecklenburgischen Landgendarmen anzusehen. Als Landeinspänniger dienten meist erfahrene Söldner und Hofknechte, die am 27. November 1610 vereidigt wurden. Ihren Dienst regelte die Gendarmerie-Instruktion vom 3. Dezember 1610, die erste derartige Einsatz-Instruktion für das Herzogtum Mecklenburg. Zu dieser Zeit versahen sechs Landeinspänniger ihren Dienst. Sie wurden in Folge der Landesteilung von 1621 auf die Landesteile verteilt, so dass jeweils drei Landeinspänniger im Herzogtum Mecklenburg-Schwerin und Mecklenburg-Güstrow dienten. Am 3. März 1627 wurden erneut Landeinspänniger vereidigt, deren Spur sich allerdings in den Wirren und Schrecknissen des Dreißigjährigen Krieges verlor. Erst 1649 traten die Landeinspänniger wieder in Erscheinung. So errichtete Herzog Adolf Friedrich I. ein Kommando von 20 Landeinspännigern und einem Korporal, die von einem Leutnant kroatischer Herkunft geführt wurden. Wegen Streitigkeiten mit den Landesständen wurde das Kommando im Dezember 1650 wieder aufgelöst, da die Frage der finanziellen Unterhaltung ungeklärt blieb. Der Herzog konzentrierte sich nunmehr auf die Errichtung eines stehenden Heeres. Einspänniger traten später zumeist im Depeschendienst in Erscheinung.
In der ersten Hälfte des 18. Jahrhunderts wurden Soldaten des stehenden Heeres zu Landespolizeidiensten herangezogen. Die sogenannten Trabanten und Soldaten zu Fuß übten gelegentlich solche Dienste im Land Stargard und Ratzeburg aus. Auch zur Unterstützung der Amtslandreiter wurden die Soldaten herangezogen. Deren Landesvisitationen galten hauptsächlich den Wirtshäusern und Krügen des Landes, da diese gelegentlich Bettler und Vagabunden beherbergten. Die vorhandene Strelitzer Leibgarde zu Pferde war von geringer Stärke und entsprach eher einer bürgerlichen Garde. Ähnlich sah es bei der Garde zu Fuß aus, auch sie war gänzlich untauglich. So war sie nicht in der Lage, den im Jahr 1797 stattfindenden Ausbruch aus dem Altstrelitzer Zuchthaus zu verhindern. Die Garde wurde daraufhin von einer gesonderten Nachtwache ersetzt. Mitte des 18. Jahrhunderts traten dann die Landreiter in Erscheinung. Auch sie sollten das Fernbleiben von Bettlern, Vagabunden und anderen „losen verdächtigen Gesindel“ bewirken. Die letzten Landreiter wurden noch im Jahr 1798 erwähnt. Erfahrungen aus dieser Zeit sollten später mit in die Bildung des Herzoglichen Husaren Corps einfließen.

### Vorbilder

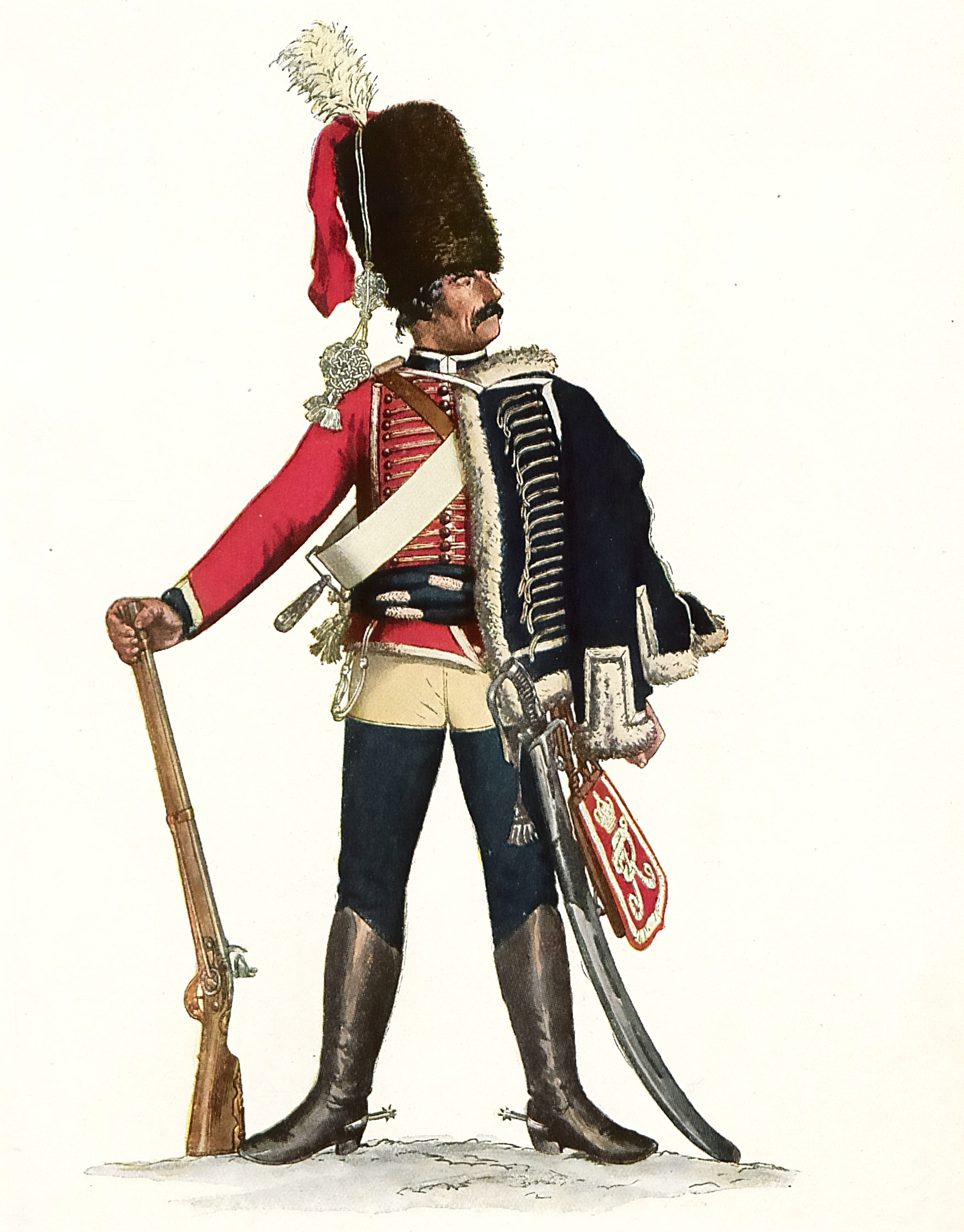
Zietenhusar

Im Herzogtum Mecklenburg-Schwerin versahen um 1750 einige Landdragoner ihren Patrouillendienst. Diese Reiterpatrouillen wurden zumeist gegen vagabundierende Personen eingesetzt, wobei auch die Klärung von Steuerangelegenheiten zu ihren Aufgaben gehörte.
Das Herzogtum Mecklenburg-Schwerin errichtete 1761 ein Husarenkorps, welches aber im Siebenjährigen Krieg stark dezimiert wurde. Diese Husaren wurden vom Rittmeister Distler angeführt, der später wegen Veruntreuung von Geldern des Husarenkorps und Desertation in Erscheinung trat. Im Mai 1764 dankten die unberittenen Husaren ab. Daraufhin wurden die noch im Dienst befindlichen Husaren zu Pferde nach Ludwigslust verlegt. In den darauffolgenden Jahren fielen den berittenen Husaren vorwiegend Polizei- und Depeschendienste zu. Das Erscheinungsbild der Schweriner Husaren glich den Zieten-Husaren, die seit 1780 in Mecklenburg im II. Bataillon des preußischen Husaren-Regiments Nr. 2 unter Hans Joachim von Zieten dienten.
In der Regel wurden die staatlichen, meist berittenen Polizeitruppen als Dragoner bezeichnet, so wie das Polizeidragonerkorps des Herzogtums Oldenburg oder das Jülicher Leichte Dragoner-Korps, das 1781 in Stärke von 60 Mann aufgestellt wurde.

## Gründung und Organisation

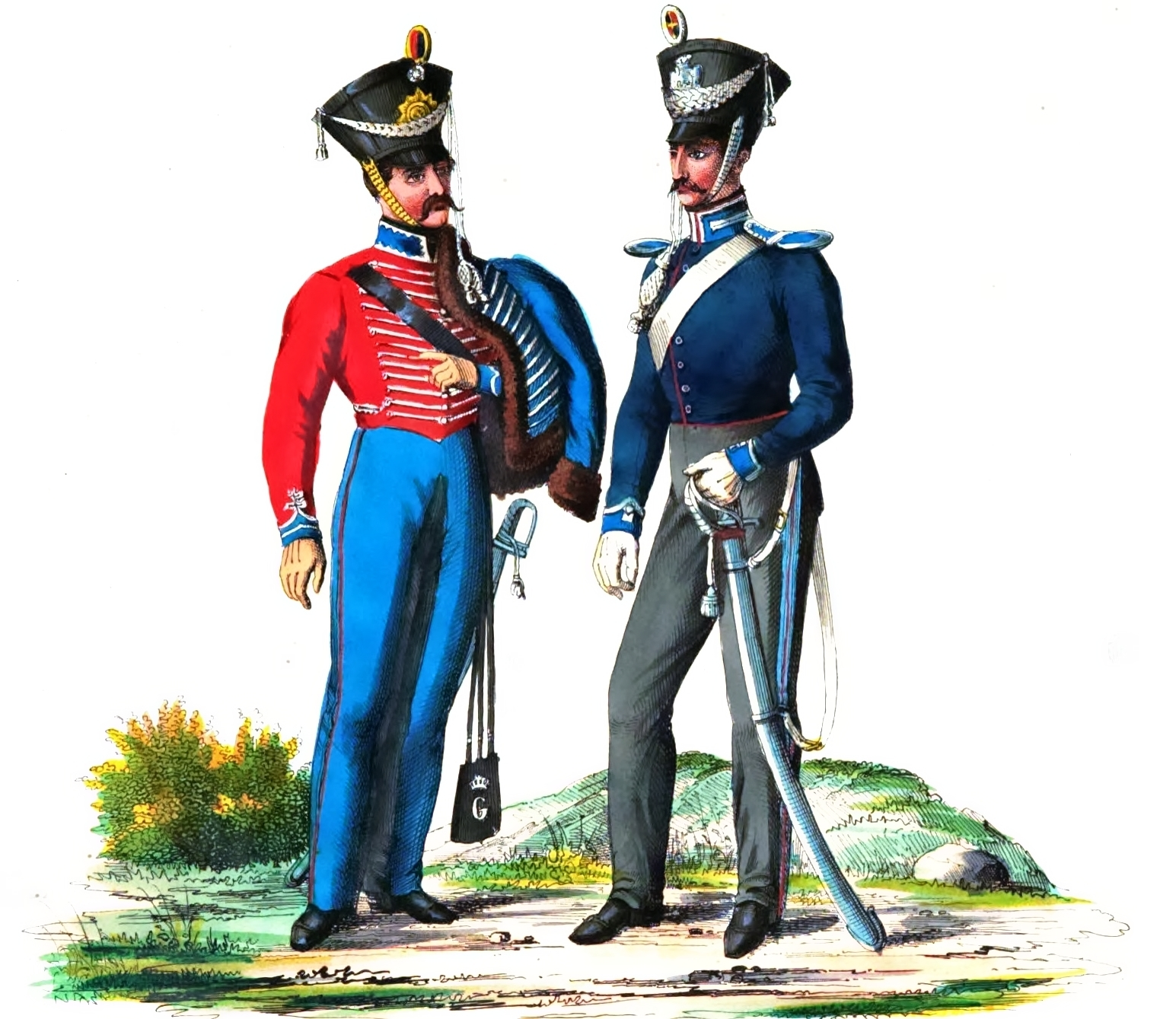
(l.) Mecklenburg-Strelitzer Districtshusar um 1845, (r.) Mecklenburg-Schweriner Gendarmes um 1845

Die Gründung der Mecklenburg-Strelitzschen Districts-Husaren zählt zu einer ganzen Reihe von Reformen, welche der seit 1794 im Landesteil Mecklenburg-Strelitz regierende Herzog Karl II. nach seiner Thronbesteigung zügig in Angriff nahm. Ursprünglich sollten 12 Districtsjäger in den jeweiligen Distrikten ihren Dienst versehen, hierzu gab der Herzog am 16. August 1797 seine Zustimmung. Schwierigkeiten mit den Ständen des Landes führten zur Verzögerung bei der Aufstellung. Vom 8. bis 10. März 1798 verhandelten die ständischen Deputierten in Neustrelitz mit der Regierung und dem Kanzleirat von Kamptz. Hierbei kamen die Schwierigkeiten im Bezug auf die Districtsjäger zur Sprache, es folgte der Vorschlag Districtsreiter anzustellen, da diese ihren Dienst zu Pferde ebenso gut ausüben konnten. Der Herzog wollte dem Corps das Ansehen eines Landesherrlichen Militärs geben und für Ausrüstung, Bewaffnung und Pferde aufkommen. Die Stände sollten für Löhnung, Futter und Mahl aufkommen. Beim Konvent zu Neubrandenburg am 21. April 1798 wurde dann beschlossen, einige Districtsreiter nach dem Vorbild der im Amt Stavenhagen bereits zum Einsatz gekommenen Mecklenburg-Schweriner Husaren anzunehmen. Die ausgewählten Districtsreiter sollten für sechs Jahre dienstverpflichtet werden.
Bei den Districtsreitern handelte es sich nunmehr um Soldaten die Landespolizeidienste ausübten.
Mit der Errichtung des Corps wurde Major Christian (Friedrich Ferdinand Anselm) von Bonin (* 16. Juni 1755 Magdeburg, † 14. Februar 1813 Neustrelitz) beauftragt, ein ehemaliger preußischer Leutnant des Regiments Gendarmes zu Berlin, der 1786 seinen Abschied genommen hatte, seit 1787 als Kammerherr und Intendant des Hoftheaters im herzoglichen Diensten stand und 1798 in Neustrelitz die erste Buchhandlung eingerichtet hatte. Der Major veranschlagte die voraussichtlichen Kosten zur Errichtung des Corps mit 1900–2000 Reichsthalern, die durch den Herzog übernommen wurden. Eine Folge war, dass die Pferde der Garde zu Roß zur Kostenkompensation abgeschafft wurden.
Major von Bonin rekrutierte das Personal zum Teil aus der Garde zu Roß. Von dieser Garde waren allerdings nur noch drei ehemalige Angehörige verfügbar, wovon einer bereits im August wegen Krankheit ausfiel und einer im Oktober wegen Trunkenheit entlassen wurde. Die übrigen Husaren rekrutierte von Bonin aus verschiedenen Berufen, darunter einige Reitknechte und Kutscher sowie ein Bäckermeister. Auch meldeten sich noch zwei Vizegardereiter für den Dienst. Das Alter der Freiwilligen lag zwischen 20 und 40 Jahren und die vertragliche Anstellung war zunächst auf sechs Jahre befristet. Erst im Jahr 1804 wollte man prüfen, ob sich das Corps bewährte. Zum 1. September 1798 war die Aufstellung abgeschlossen. Am 5. September dankte der Herzog dem Major Bonin in einem persönlichen Schreiben. Im selben Schreiben wurde auch die Namensgebung des Corps festgelegt, dass von nun an die Bezeichnung Herzogliches Husaren Corps erhielt.
Die Vereidigung der Husaren erfolgte am 26. September 1798 vor dem Herzoglichen Geheimen Rats- und Regierungskollegium. Bei der Vereidigung wurde den Husaren ein besonderer herzoglicher Erlass eröffnet, in dem die Verhaltensrichtlinien festgelegt waren. Sie wurden dahingehend ermahnt „sich vorzüglich ordentlich, sittlich, und pflichtgemäß zu betragen“. Bei Verstoß gegen diese Verhaltensregeln drohten Fuchtel (strenge Beaufsichtigung) oder Entlassung.
Die Truppe bestand anfänglich aus einem Wachtmeister und 12 Districtsreitern und war militärisch organisiert, aber ausschließlich für Polizeizwecke und nicht zur Landesverteidigung vorgesehen. Ihr Einsatz sollte vorwiegend der „Hemmung jeder Art von Bettelei und Vagabundieren“ gelten.
Am 12. September erließ der Herzog die „Bettler-, Vagabunden- und Armenverordnung“, die auch die kommende Tätigkeit der Husaren regelte. Major von Bonin verfasste am 25. September die „Instruktion für die Husaren“, wobei ihm die herzogliche Verordnung vom 12. September als Vorlage diente. In den Instruktionen war festgelegt, dass der Husar innerhalb von 24 Stunden mindestens 2 Meilen zurückzulegen hat. Innerhalb des Distriktes sollten die Grenzorte zweimal im Monat bestreift werden, die anderen Ortschaften hingegen einmal im Monat. Diese Instruktionen galten bis 1855 und wurden folgend durch neue ersetzt.
Am 1. Oktober 1798 nahm das Herzogliche Husaren Corps schließlich seine Tätigkeit auf. Daraufhin wurden sechs Husaren in die neu geschaffenen Distrikte des Landes entsandt. Der Wachtmeister und sechs weitere Husaren verblieben in der Residenzstadt. Sie dienten als Ablösung bzw. zur Bestreifung des Residenzdistriktes, wobei auch der Ordonnanzdienst zu ihren Aufgaben gehörte.
Die Entlohnung war gesondert geregelt. So bekam der Wachtmeister 8 Reichsthaler im Monat, die Husaren hingegen 3 Reichsthaler und 24 Schilling. Die ehemaligen Gardereiter erhielten weiterhin ihre 5 Reichsthaler. Auch der ehemalige Holzwärter Kehtel erhielt wie gewohnt seine 50 Reichsthaler im Jahr. Den Districtshusaren wurden außerdem Vergünstigungen zugestanden, so die Steuerfreiheit, ein Holzdeputat sowie kostenfreie ärztliche Versorgung inklusive der notwendigen Medizin. Die verheirateten Husaren bekamen zudem Gärten zur Selbstversorgung zugewiesen. Auch an die Versorgung der Dienstpferde wurde gedacht. Während des Dienstes bekam der Husar eine tägliche Futterzulage von 20 Schilling. Der Wachtmeister erhielt hingegen 32 Schilling.
Mit der Landesverordnung vom 4. Januar 1805 wurde schließlich das Herzogliche Husaren Corps auf unbegrenzte Dauer errichtet. Die sechsjährige Bewährungszeit und deren positiver Verlauf hatte den Entschluss des Herzoges nochmals bestärkt.
Im Staatskalender von 1814 wurde dann erstmals die Bezeichnung Districts- und Ordonnanz-Husaren genannt. Es ist davon auszugehen, dass diese Namenswahl zur Unterscheidung zu dem im Jahr 1813 aufgestellten Mecklenburg-Strelitzschem Husaren-Regiment dienen sollte. Die Bezeichnung Districtshusaren war allerdings bereits seit den Anfangsjahren präsent.

### Gliederung
Major von Bonin wurde anfänglich die Leitung des Corps übertragen, offiziell wurde er aber erst am 4. Juli 1800 mit der Position des Chefs betraut. Für seine Dienste erhielt er einen Sold von 200 Reichsthaler jährlich. Bonin war bereits seit dem 7. Mai 1794 der Kommandeur der Strelitzer Leibgarde zu Pferde. Am 16. März 1802 folgte die Beförderung zum Oberst. 1808 wurde er zudem Chef des Neustrelitzer Truppenkontingents und nahm 1812 als Bataillonskommandeur des Strelitzer-Rheinbundkontingents am Russlandfeldzug Napoleon Bonapartes teil. Er kehrte im Januar 1813 schwer erkrankt nach Neustrelitz zurück, wo er kurz darauf verstarb.
Erster Wachtmeister des Corps wurde der preußische Unteroffizier Karl Ludwig Fallmer (* 3. März 1740 in Fürstenwalde, † 29. August 1807 in Neustrelitz), der 1798 bereits 57 Jahre alt war und bei den Zietenhusaren gedient hatte. Fallmer kam auf Empfehlung des Rittmeisters von Warburg zum Herzoglichen Husaren Corps. Der Unteroffizier galt als sehr zuverlässig und im Umgang mit Untergebenen bestens geschult.
Aus der Zeit der Errichtung des Korps sind 12 Husaren namentlich bekannt: Husar Peters, Mumm, Rinck, Wasmund, Fischer, Tolch, Lemke, Schulz, Kehtel, Fertig, Bock und Borchert.
In Folge des Befreiungskrieges wurden die Husaren zum Teil als Unteroffiziere in das Mecklenburg-Strelitzsche Husaren-Regiment eingegliedert. Insbesondere Leutnant Schüßler von den Districtshusaren beteiligte sich intensiv an der Ausbildung im vorgenannten Regiment.
1849 wurden die Districts- und Ordonnanz-Husaren von einem Wachtmeister geführt. Wachtmeister Wilhelm Roloff wurde von zwei Unteroffizieren unterstützt.
In den 1850er Jahren befehligte unter anderem der Neustrelitzer Premier-Lieutenant Scheel die Districhtshusaren.
1867 hatte Hauptmann Adolf Freiherr von Seckendorff (* 9. März 1829 in Trier, † 18. Juni 1878 in Neustrelitz) das Kommando über die Districtshusaren inne. Er wurde von Wachtmeister Seifert und dem Unteroffizier Renter unterstützt, wobei letzterer in Schönberg stationiert war. Für das körperliche Wohl der Husaren sorgte hingegen Medizinalrat Köppel.
Der Mannschaftsstand wurde anfänglich kontinuierlich ausgebaut, während er später nahezu konstant blieb, wie folgende Aufstellung veranschaulicht.
| Jahr | Mannschaftsstand 1798–1883                                                                       |
| ---- | ------------------------------------------------------------------------------------------------ |
| 1798 | ein Offizier, ein Wachtmeister, 12 Husaren.                                                      |
| 1808 | ein Offizier, ein Wachtmeister, ein Unteroffizier und 18 Husaren                                 |
| 1809 | Vermehrung um ein Unteroffizier, vier Husaren zur Abgabe und Beorderung ins Fürstentum Ratzeburg |
| 1809 | Vermehrung um sechs Husaren, zum Wachdienst am Residenzschloss Neustrelitz abgestellt            |
| 1813 | das Korps wächst auf 33 Husaren                                                                  |
| 1816 | ein Wachtmeister, zwei Unteroffiziere, 24 Husaren                                                |
| 1824 | ein Wachtmeister, zwei Unteroffiziere, 22 Husaren                                                |
| 1849 | ein Wachtmeister, zwei Unteroffiziere, 22 Husaren                                                |
| 1855 | ein Offizier, ein Wachtmeister, zwei Unteroffiziere, 22 Husaren                                  |
| 1859 | ein Offizier, ein Vice-Wachtmeister, 1 Unteroffizier, 22 Husaren                                 |
| 1867 | ein Offizier, ein Wachtmeister, ein Unteroffizier, 24 Husaren                                    |
| 1883 | zwei Wachtmeister, 14 Husaren und 15 Fußgendarmen                                                |

### Unterstellung
Die Districtshusaren und Fußgendarmen unterstanden dem jeweils im Stationsbereich zuständigen Landespolizei-Districts-Commissarius. Der Commissarius wurde von der Landesregierung bestellt, der nunmehr mit der Beaufsichtigung der Districtshusaren und Fußgendarmen betraut wurde. Zum direkten Vorgesetzten der Gendarmen und Districtshusaren war der Kommandeur und der Wachtmeister bestimmt, jeweils ein Wachtmeister für das Herzogtum Strelitz und ein Wachtmeister für das Fürstentum Ratzeburg. Die Disziplinarstrafgewalt oblag dem vorgesetzten Offizier, Verstöße gegen Disziplin und die Dienstpflichten konnten so gleich geahndet werden. Im Gegensatz zu den Schweriner Gendarmen, die vollständig der Militärgerichtsbarkeit unterstanden, unterlagen die Strelitzer Gendarmen in allen Rechtssachen den ordentlichen Gerichten.

## Einsätze und Chronik

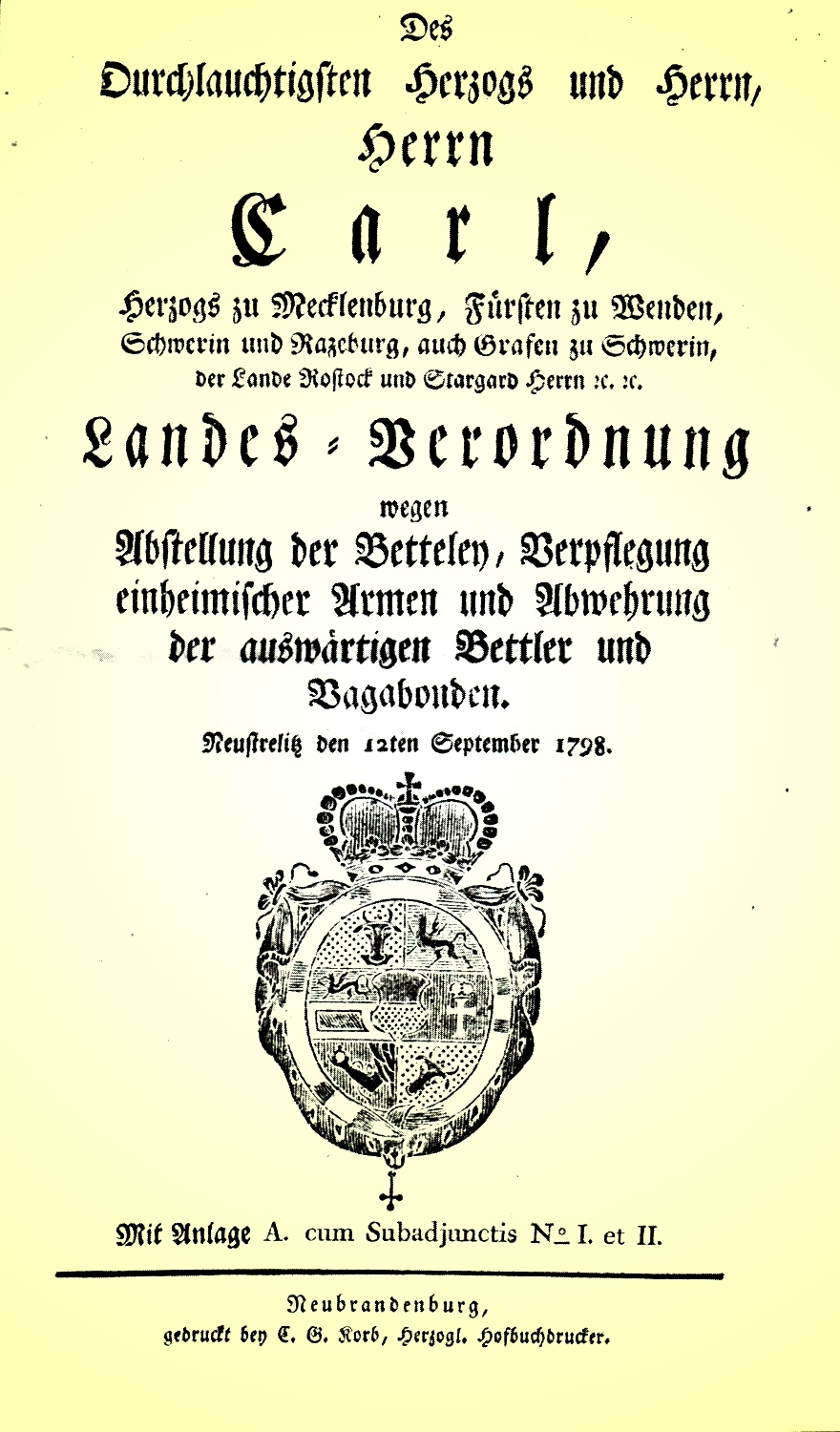
Verordnung vom 12. September 1798, Grundlage für die erste Instruktion der Districtshusaren

Major von Bonin ließ sich anfänglich genau über die Einsätze berichten. Dazu zählte auch, die Beschwerden von den Husaren und über die Husaren einer genauen Prüfung zu unterziehen. Erste derartige Berichte erreichten von Bonin bereits am 27. Oktober 1798. Die neuen Passkontrollen führten zu allerlei Schwierigkeiten, da viele ohne Pass durch das Land reisten. Die Rapporte zeigten aber auch, dass sich der Einsatz der Districtshusaren bereits positiv auswirkte. Ihr Auftreten sorgte dafür, dass sich das Gesindel – wie es zeitgenössisch berichtet wurde – weitgehend fernhielt. Allerdings nahm die Not der Menschen in Mecklenburg um 1800 weiterhin zu, womit sich der ideale Nährboden für Kriminalität bot. Besonders die Krüger erhielten in den Anfangsjahren die intensive Aufmerksamkeit der Districtshusaren.
Das Herzogliche Husaren Corps bzw. die Districts- und Ordonnanz-Husaren waren mit folgenden Aufgaben betraut:
- Verfolgung von Verbrechen.
- Das Einfangen von Deserteuren.
- Einheimische und fremde Bettler fernzuhalten, sowie alle weiteren unerwünschten Personen.
- Die Passkontrolle.
- Abschiebung der verdächtigen Personen über die Landesgrenzen hinweg.
- Die Krüge auf verdächtige Personen revidieren zu lassen.
- Kontrolle der Jahrmärkte im Distriktsbereich.
- Überwachung und Verhinderung des Handelns mit verbotenen Waren, falls notwendig die Beschlagnahme durchzuführen.
- Überwachung des Rauchverbots in der Öffentlichkeit innerhalb der Ortschaften, insbesondere um Brände an Strohbedeckten Häusern zu verhindern. Bei Weigerung folgte die Wegnahme der Pfeife o. ä. und Übergabe an das zuständige Amt.

Zusammenstöße mit der Landbevölkerung blieben nicht aus. Die Districtshusaren waren des Öfteren gezwungen körperliche Gewalt anzuwenden, auch der Gebrauch des Säbels war keine Seltenheit. 1801 wurde einer der Husaren von einem Bauernknecht derart in den Arm gebissen, dass er längere Zeit dienstunfähig war. Konflikte gab es auch mit den Amtslandreitern, die in den Districtshusaren vor allem die unliebsame Konkurrenz sahen.
Seit 1805 war es möglich, die von den Districtshusaren in Gewahrsam genommenen Vagabunden und Bettler dem Altstrelitzer Landesarbeits-, Zucht- und Irrenhaus zuzuführen. Eine Maßnahme mit Abschreckungseffekt, denn zu der Zeit waren die Einrichtungen ein Ort des Schreckens. Wurde ein Bettler erstmals aufgegriffen, übergab ihn der Husar an die Ortsobrigkeit zur erstmaligen Verwarnung. Wenn der selbige Bettler erneut angetroffen wurde, verbrachte man ihn ins Gefängnis und er musste mit körperlicher Züchtigung rechnen. Beim dritten Antreffen folgte eine zweijährige Strafe. Ähnlich wurde mit dem fahrenden Volk umgegangen. Ihnen drohte die Abschiebung und das Betretungsverbot für das Herzogtum Mecklenburg-Strelitz. Beim vierten Verstoß gegen das Betretungsverbot drohte die lebenslange Strafe. Im Vergleich zum vorgeworfenen Vergehen eine drakonische Strafe.
Von 1809 an wurde das Land Ratzeburg von den Districtshusaren beritten. Die Husaren waren vorerst nicht dauerhaft im Fürstentum Ratzeburg stationiert, eine dauerhafte Stationierung folgte erst Jahre später.
Am 13. März 1813 wurde zwischen den Herzogtümern Mecklenburg-Strelitz und Mecklenburg-Schwerin eine Vereinbarung geschlossen. Sie ermöglichte die gegenseitige Kontrolle der im Grenzgebiet gelegenen Gastwirtschaften und die Verhaftung von Verdächtigen. Die Strelitzer Districtshusaren waren von da an befugt, auch in Grenznähe auf Mecklenburg-Schweriner Landesgebiet zu agieren.
In den Jahren 1813–1815 beteiligten sich die Districtshusaren am Kampf gegen die französische Besatzung. Aufgrund ihrer Befähigung wurden einige von ihnen zu Unteroffizieren ausgebildet, die dann in den Reihen des Mecklenburg-Strelitzisches Husaren-Regiments kämpften. Dem Wachtmeister bzw. Sekondeleutnant Schüßler wurden die Rekruten überstellt, um diese für den Kampf auszubilden. Sekondeleutnant Schüßler diente später in der 4. Eskadron des Mecklenburg-Strelitzisches Husaren-Regiments. Schüßler wurde im Gefecht bei Möckern schwer verwundet und starb am 16. Oktober noch auf dem Schlachtfeld.
Nach den Befreiungskriegen hatten wieder die ordnungspolizeilichen Tätigkeiten Priorität. Die Aufgaben der Husaren wurden in den folgenden Jahren an die im Land vorgefundenen Gegebenheiten angepasst. Die nunmehr auch die Überwachung des Wegezustandes und die Einhaltung von landesherrlichen Verordnungen umfassten.
Der sogenannte Forstfrevel war ebenfalls ein Delikt, mit dessen Verfolgung die Districtshusaren betraut wurden. Der Forstschutz war Bestandteil des täglichen Dienstes und wurde in der herzoglichen Verordnung betreffend den Forstfrevel vom 1. März 1842 geregelt. Die Districtshusaren hatten fortan auf „verdächtigen Verkehr mit Holz“ zu achten. Hinzu kam die Teilnahme an den Haussuchungen und Umsuchungen, sofern genügend Verdachtsgründe vorlagen.
Die Districtshusaren erhielten im Frühjahr 1849 Verstärkung, die sie bei der Ausübung der Polizeidienste im Strelitzer Land unterstützen sollte. Am 22. Februar 1849 wurde das „Korps der Fußgendarmen“ errichtet. Anfänglich mit einem Mannschaftsbestand von zehn Fußgendarmen, bei denen es sich um ehemalige Soldaten des Strelitzer Infanterie-Bataillons handelte.
Aufgegriffene Bettler und Landstreicher wurden von den Districtshusaren an die zuständigen Behörden übergeben. Grundlage war die Verordnung von 1798 und die Ergänzung von 1805. Diese Verfahrensweise führte zunehmend zu Unstimmigkeiten. Der in Gewahrsam genommene wurde entweder gleich wieder entlassen oder schnellstmöglich abgeschoben. Was allerdings nicht den herzoglichen Erlassen entsprach. So wurde in der Bekanntmachung vom 20. April 1850 nochmals bestimmt, dass die Aufgegriffenen: „nicht ohne weiteres zu entlassen, resp. über die Grenze transportieren zu lassen, sondern sie den bestehenden Gesetzen gemäß zur Untersuchung und dem Befinden nach zur Bestrafung zu ziehen.“. Die Anordnung galt insbesondere für die Dominalämter und die Gutsobrigkeiten. Die Armen-Polizei-Verwaltung spielte in dieser Zeit eine entscheidende Rolle, denn sie organisierte auch den Einsatz der Districtshusaren und der Fußgendarmen.
1855 wurde eine neue Einsatz-Instruktion erlassen. Das Corps hatte von nun an als „Landespolizei-Institut zur Handhabung der Polizei in Großherzoglichen Landen nach Maßgabe der Instruktion mitzuwirken“ und „gemäß seiner militärischen Organisation Ordonannzdienste zu leisten“. Die aus der Gründungszeit stammende Instruktion verlor daraufhin ihre Gültigkeit.
In den 1860er Jahren wurden die Districtshusaren auch zur Unterstützung der Zollbeamten des Landes herangezogen und mit der Mitaufsicht und Kontrolle des Zollgrenzverkehrs beauftragt. Was allerdings der ausdrücklichen Zustimmung der Stände bedurfte, da diese die Instruktionen erteilten.
Zum 1. August 1862 trat eine neue Chaussee-Polizei-Ordnung in Kraft. Die zuvor gültige Anordnung von 1855 hatte sich als unzureichend und nicht mehr zeitgemäß erwiesen. In der neuen Chaussee-Polizei-Ordnung wurden auch die Aufgaben der Districtshusaren und Gendarmen neu geregelt. Die Districtshusaren hatten somit auf die Einhaltung der Verordnung zu achten, insbesondere durch Überwachung und Kontrolle der Chausseegeld-Hebestellen, der Gasthöfe an den Chausseen und der dortigen Ausspannungen. Der Beritt umfasste im Jahr 1856 die Chausseen Dannenwalde – Neustrelitz, Neustrelitz – Neubrandenburg, Neubrandenburg – Friedland, Neubrandenburg – Woldek – Wolfshagen und die Chaussee Neubrandenburg – Treptow an der Tollense.
Am 16. Januar 1867 verstarb der Vize-Wachtmeister Collin in Schönberg. Der Wachtmeister hatte lange Jahre die Führung der Districtshusaren im Schönberg inne und wurde am 22. Januar mit militärischen Ehren beigesetzt.
Während des Krieges 1870/71 wurde für die in Frankreich kämpfenden Truppen des Großherzogs Friedrich Franz II. von Mecklenburg-Schwerin ein Feldgendarmerie-Detachement errichtet. Unter dem Befehl des Schweriner Premierleutnants von Weltzien kamen auch drei Strelitzer Districtshusaren zum Einsatz.
Am 1. Juni 1876 verstarb Caroline zu Mecklenburg. Die Districtshusaren stellten für den Trauerzug am 7. Juni ein Detachement. Sie begleiteten den fürstlichen Leichenwagen von Neustrelitz bis zur Schlosskirche Mirow, wobei die Husaren voranritten und auch den Abschluss des Trauerzuges bildeten.
Die Befugnisse der Districtshusaren wurden im Laufe der Jahrzehnte ihres Bestehens erheblich erweitert. Insbesondere die ordnungspolizeilichen Aufgaben im Zusammenhang mit Tanzveranstaltungen stellten immer wieder neue Herausforderungen dar. So waren sie berechtigt bei Schlägereien, groben Unfug und zu lauter Tanzmusik einzuschreiten, was auch die sofortige Beendigung solcher Veranstaltungen mit einschloss. Der Handel mit Wild unterlag ebenso der Aufsicht der Districtshusaren.
Nicht nur die Aufklärung kleinerer Vergehen gehörten zum Dienstalltag der Districtshusaren, wie die erfolgreiche Aufklärung eines schweren Diebstahls vom Juli 1893 zeigte. Am 13. Juli 1893 wurde in Selmsdorf ein schwerer Einbruchdiebstahl verübt, bei dem neben 40 Mark auch Goldschmuck und Bekleidung gestohlen wurden. Der bestohlene Hauswirt Lohse erstattete daraufhin bei dem in Selmsdorf stationierten Districtshusaren Kliege Anzeige wegen des Diebstahls. Der Verdacht fiel bald darauf auf einen Bediensteten des Herrn Lohse. Dieser hatte sich jedoch bereits in Richtung Lübeck begeben und so nahmen Districtshusar Kliege und der Geschädigte die Verfolgung auf. Zuvor hatten sie bereits nach Lübeck telegrafiert und die dortigen Behörden informiert. In Lübeck angelangt, konnte Kliege den Täter schließlich in der Zentral-Herberge Lederstraße Nr. 3 festnehmen. Geld und Wertsachen wurden aufgefunden und der Täter konnte nach Schönberg verbracht werden. Seine Dankbarkeit brachte der Herr Lohse schließlich in einer Anzeige im Wochenblatt zum Ausdruck.

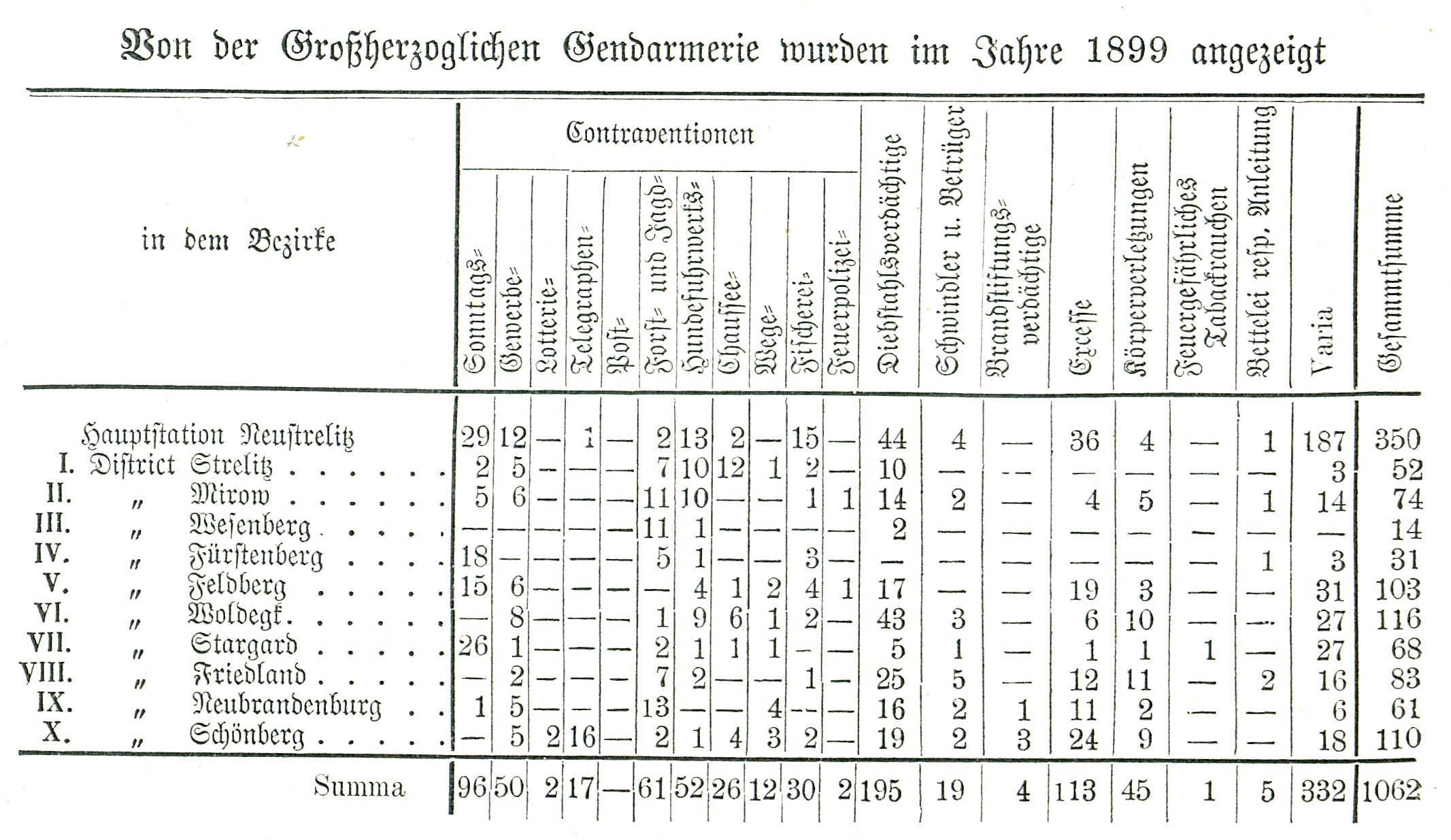
Übersicht der Straftaten des Jahres 1899

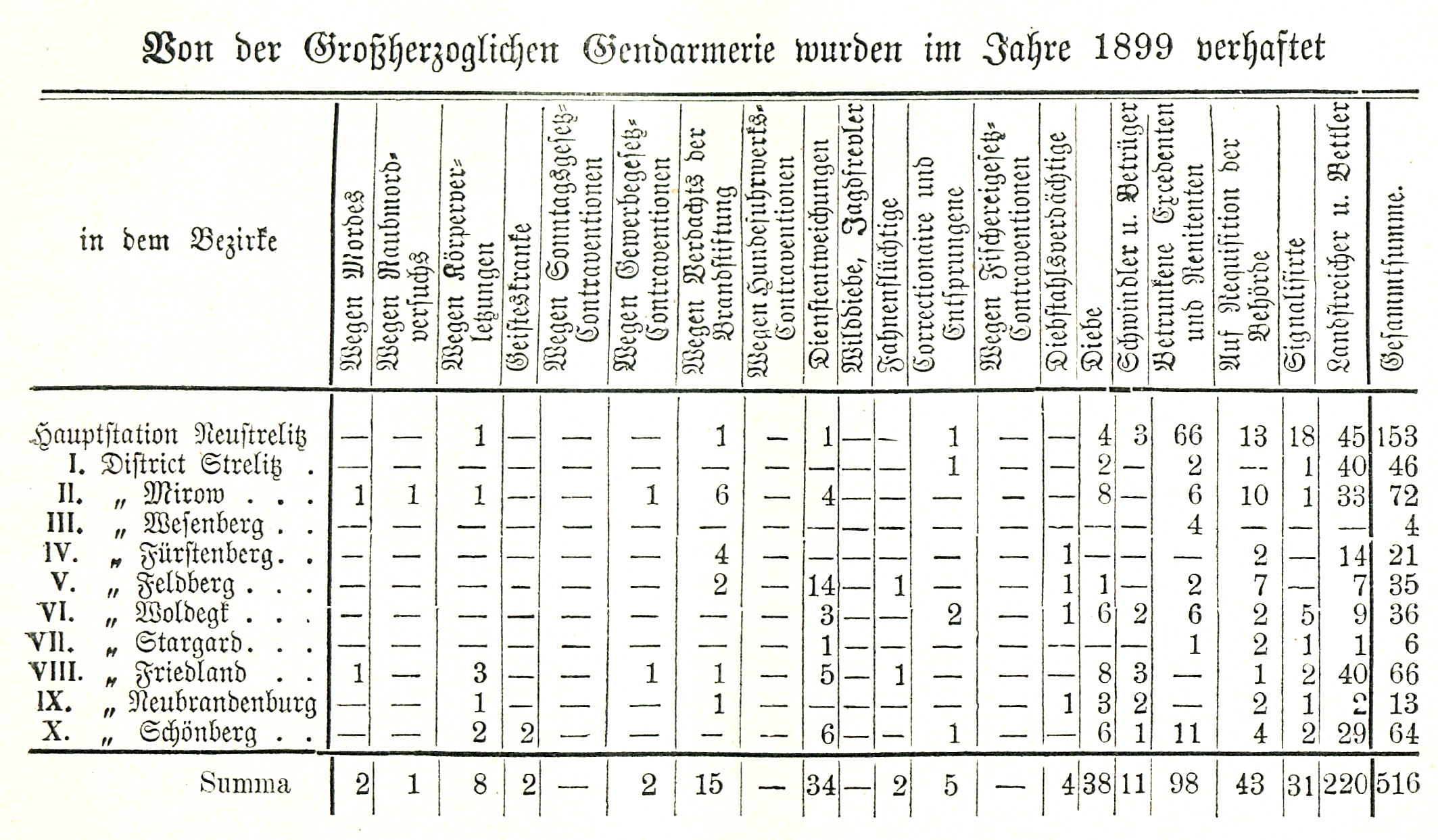
Übersicht der Verhaftungen des Jahres 1899

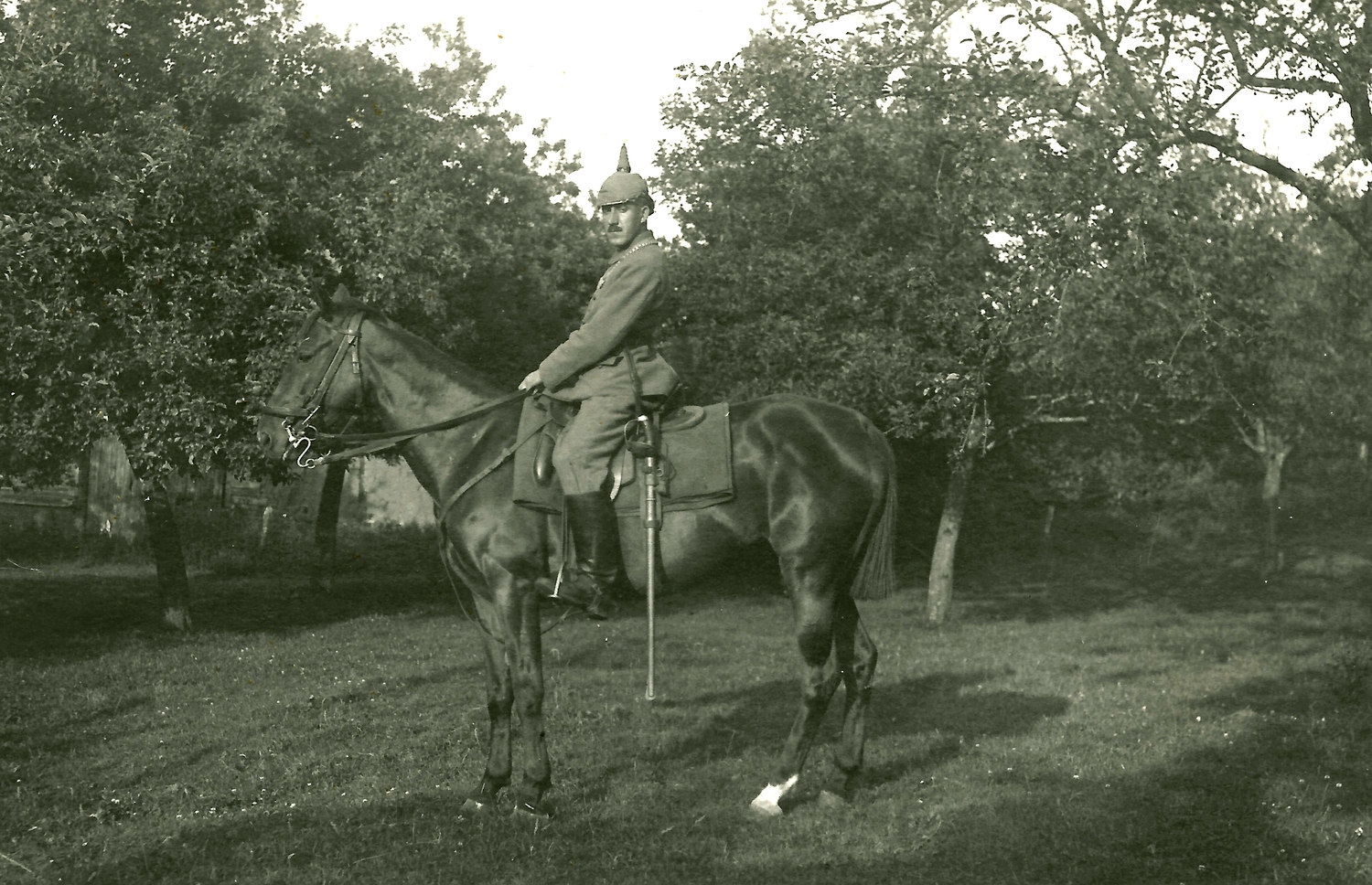
Berittener Feldgendarm

Statistiken der Jahre 1899–1901 zeigen in welchem Umfang die Strelitzer Districtshusaren und Fußgendarmen tätig wurden:
| Jahr | Verhaftungen | Anzeigen |
| ---- | ------------ | -------- |
| 1899 | 516          | 1062     |
| 1900 | 492          | 1091     |
| 1901 | 602          | 1230     |

Auch Anfang des 20. Jahrhunderts hatte sich an der Bekämpfung des Vagabundentums kaum etwas geändert. So weist die Abteilung des Inneren des Mecklenburg-Strelitzer Ministeriums – im zeitgenössischen Vokabular – am 17. Dezember 1909 darauf hin: „dass sich das Zigeunerunwesen wieder in diesen Jahren stärker bemerkbar macht […] so werden die Ortsobrigkeiten auf die Bekanntmachung vom 3. Januar 1906 erneut hingewiesen […] die Anwesenheit von Zigeunerhorden telefonisch oder telegraphisch dem Landespolizei-Districts-Commissarius zu melden.“
Am 23. Juni 1910 trat im Großherzogtum Mecklenburg-Strelitz eine neue Verordnung in Kraft, in der die rechtliche Unterstellung unter die Militärgerichtsbarkeit geregelt wurde. In dieser Verordnung heißt es: „die Mitglieder der Großherzoglichen Gendarmerie sind Personen des Soldatenstandes. Sie unterstehen nicht nur den Reichs- und Landesstrafgesetzen, sondern den Kriegsartikeln, und dem Militärstrafgesetzbuch des Deutschen Reiches…“. Bereits im Oktober 1900 wurde zwischen dem Königlich Preußischen Kriegsministerium und dem Großherzoglich Mecklenburg-Strelitzschen Militärdepartement eine Vereinbarung getroffen, die die Unterwerfung unter die Militärgerichtsbarkeit regelte. Die Vereinbarung ermöglichte dem Kommandeur der Strelitzer Gendarmerie niedere Gerichtsbarkeit auszuüben. Diese Verordnungen hatten unmittelbare Auswirkungen auf die Einsatztätigkeit der Districtshusaren und der Fußgendarmen. 1908 wurde die Vereinbarung des Jahres 1900 erneut ergänzt.
Neben den polizeilichen Aufgaben erledigten die Husaren auch vielfach Botendienste für die herzogliche Familie und die Landesbehörden. Eine Aufgabe die vor der Errichtung des Herzoglichen Husaren Corps sogenannte „Landreiter“ und „Einspänniger“ erledigten, die zum ersten Mal im frühen 17. Jahrhundert in Erscheinung traten.
In der letzten Phase ihres Bestehens waren die Districtshusaren vielfach mit repräsentativen Aufgaben betraut worden. Wie in der Anfangszeit des Corps spielte auch hier das imposante Erscheinungsbild eines Husaren zu Pferde eine entscheidende Rolle.
Mit der Eingliederung in die Mecklenburg-Strelitzsche Land-Gendarmerie endete auch die über 100-jährige Einsatzgeschichte der Districts- und Ordonnanz-Husaren. Von da an dienten die Districtshusaren als berittene Gendarmen und versahen weiterhin ihren Dienst in den Distrikten.
Der Erste Weltkrieg hielt dann neue Herausforderungen bereit. Ein Teil der berittenen Gendarmen wurden im August 1914 zum Kriegseinsatz herangezogen. In der Mobilmachungsplanung von 1914 waren zwei Gendarmerie-Wachtmeister, zwei berittene Gendarmen und zwei Fußgendarmen verzeichnet. Sie kamen in den Formationen der Feldgendarmerie zum Einsatz. Es folgte der Einsatz in den mecklenburgischen Regiments-Verbänden. Dort dienten die Strelitzer Gendarmen zusammen mit 20 berittenen Gendarmen aus Schwerin.
Im Mai 1917 wurden die Berufs-Gendarmen aus den Feldgendarmerie-Formationen zurückgezogen und von Unteroffizieren der Regimentsverbände ersetzt. In der Folgezeit wurden die Gendarmen zur Bewachung von Kriegsgefangenen in den Garnisonen eingesetzt. Hinzu kam der Schutz von Verkehrsanlagen und industrieller Anlagen im Heimatgebiet. Ein entsprechender Befehl vom Generalkommando des IX. Armeekorps erging Mitte des Jahres 1917 an die Schweriner und Strelitzer Dienststellen der Gendarmerie. Dieser Befehl wurde dementsprechend bis zum Kriegsende umgesetzt.

## Distrikte
Das Land war bis 1808 in sechs Distrikte unterteilt, die im selben Jahr auf acht Distrikte erweitert wurden. Die Aufsicht über die Districtshusaren und Fußgendarmen übernahm ein bestellter Commissarius.
Nach Schönberg und Ratzeburg wurden jeweils am 1. Mai und am 1. November Districtshusaren entsendet. Erst im Januar 1875 wurden in beiden Städten dauerhaft Districtshusaren stationiert. Die zu dieser Zeit im Fürstentum Ratzeburg diensttuenden Districtshusaren Köster, Tabbert und Garz verabschiedeten sich im Zuge der Umstellung auf die dauerhafte Stationierung, mit einer recht ungewöhnlichen Mitteilung im Wochenblatt: „Bei unserer plötzlichen Abberufung aus dem Fürstenthum Ratzeburg, zwecks Stationierung, sagen wir denjenigen Schulzen, Hauswirthen und Krügern, wo wir stets freundliche Aufnahme gefunden, unsern besten Dank und zu gleicher Zeit, sowie allen Freunden und Bekannten ein herzliches Lebewohl.“.
Die Anzahl der Distrikte war von den landespolitischen Gegebenheiten und den landespolizeilichen Notwendigkeiten abhängig. Daher änderte sich die Einteilung mehrfach.

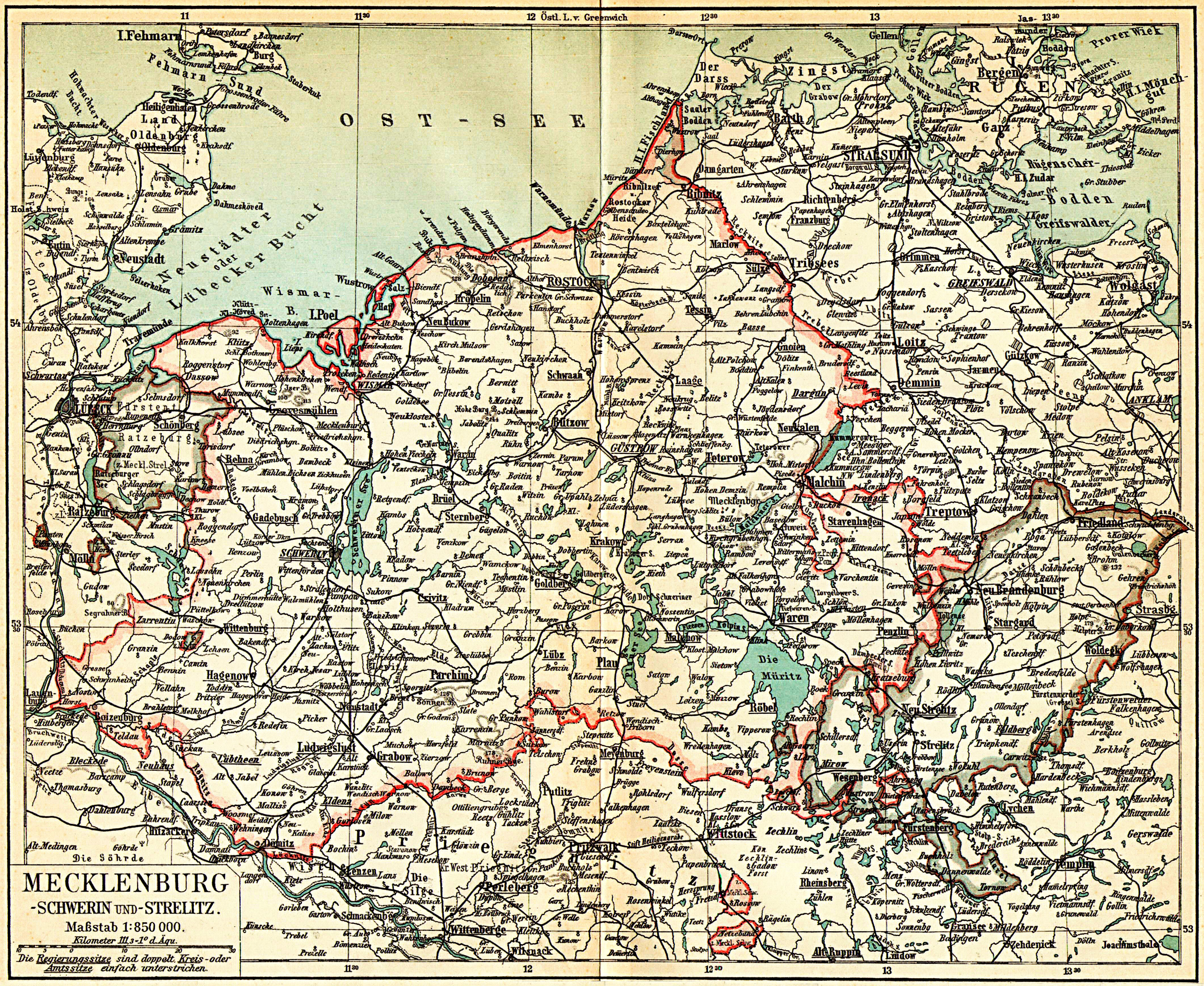
Karte aus dem Jahr 1908 des Großherzogtums Mecklenburg-Schwerin und Mecklenburg-Strelitz

### Distrikte 1855
- I. Residenz-Distrikt
- II. Strelitzer Distrikt
- III. Mirower Distrikt
- IV. Fürstenberger Distrikt
- V. Feldberger Distrikt
- VI. Woldegker Distrikt
- VII. Friedländer Distrikt I.
- VIII. Friedländer Distrikt II.
- IX. Stargarder Distrikt

### Distrikte 1869
- I. Strelitzer Distrikt, Commissarius Kammerherr von Fabrice
- II. Mirower Distrikt, Commissarius Drost Schröder
- III. Fürstenberger Distrikt, Commissarius Bürgermeister Rath Bahr
- IV. Feldberger Distrikt, Commissarius Drost u. Kammerherr von Oertzen
- V. Friedländer Distrikt, Commissarius Stadtrichter Plettner
- VI. Stargarder Distrikt, Drost, Commissarius Kammerherr von Fabrice

### Distrikte 1881
- I. Strelitzer Distrikt
- II. Mirower Distrikt
- III. Wesenberger Distrikt
- IV. Fürstenberger Distrikt
- V. Feldberger Distrikt
- VI. Woldegker Distrikt
- VII. Friedländer Distrikt
- VIII. Stargarder Distrikt
- IX. Neubrandenburger Distrikt
- X. Schönberger Distrikt (Station Schönberg, Nebenstationen Selmsdorf und Schlagsdorf)

## Uniform

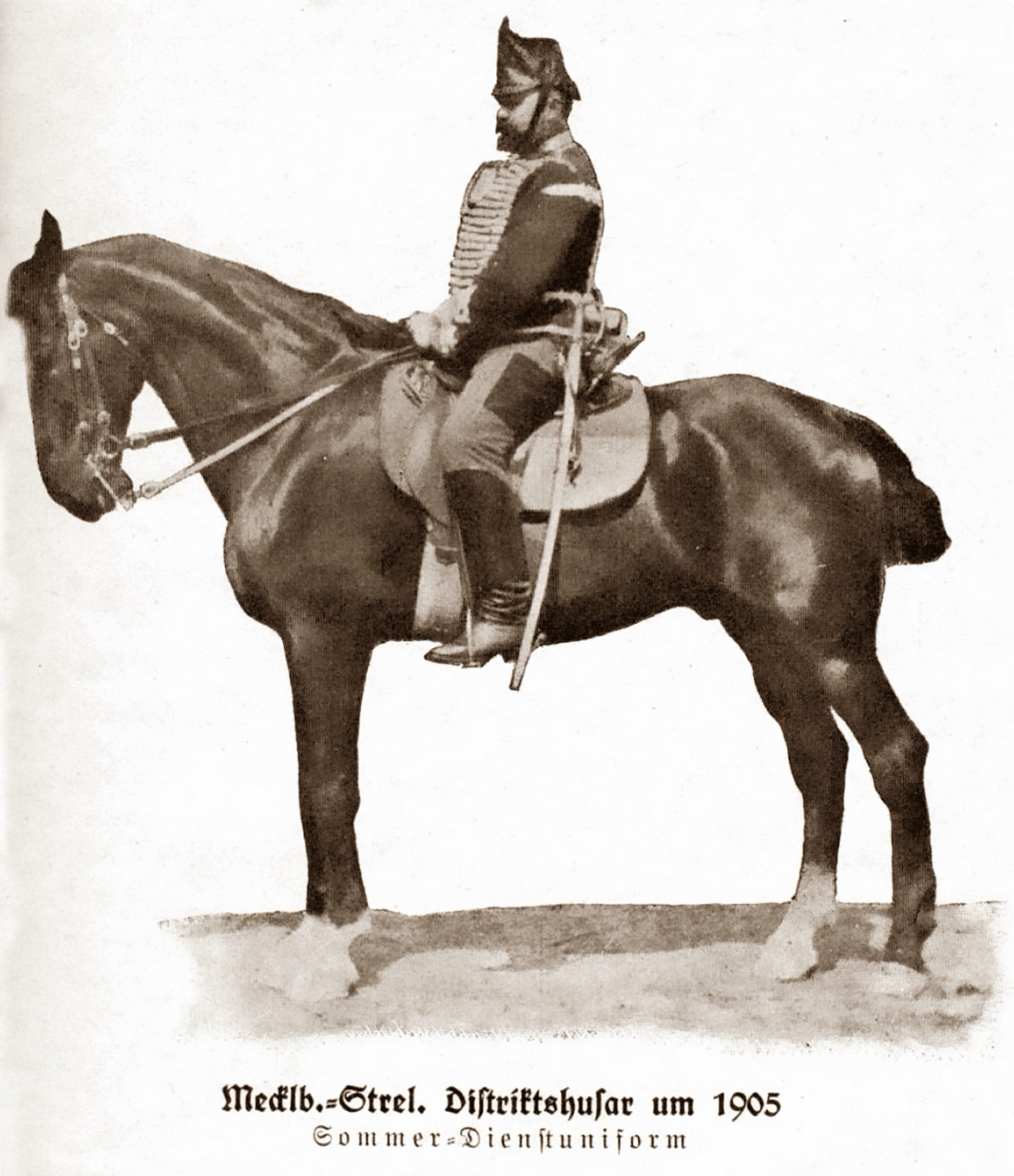
Neustrelitzer Districtshusar zu Pferde, in Sommeruniform im Jahr 1905

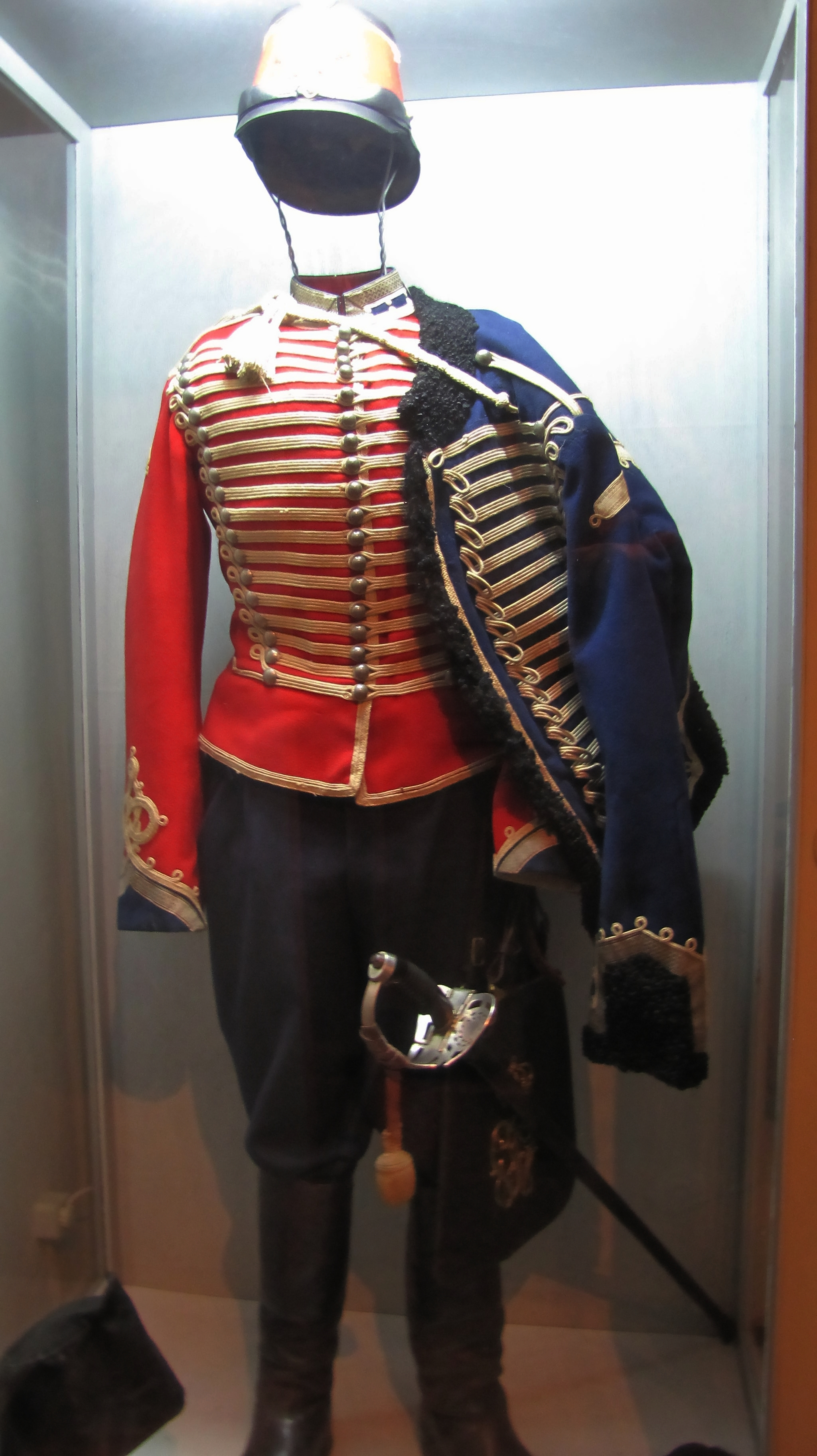
Uniform des Districtshusaren Georg Woisin um 1900

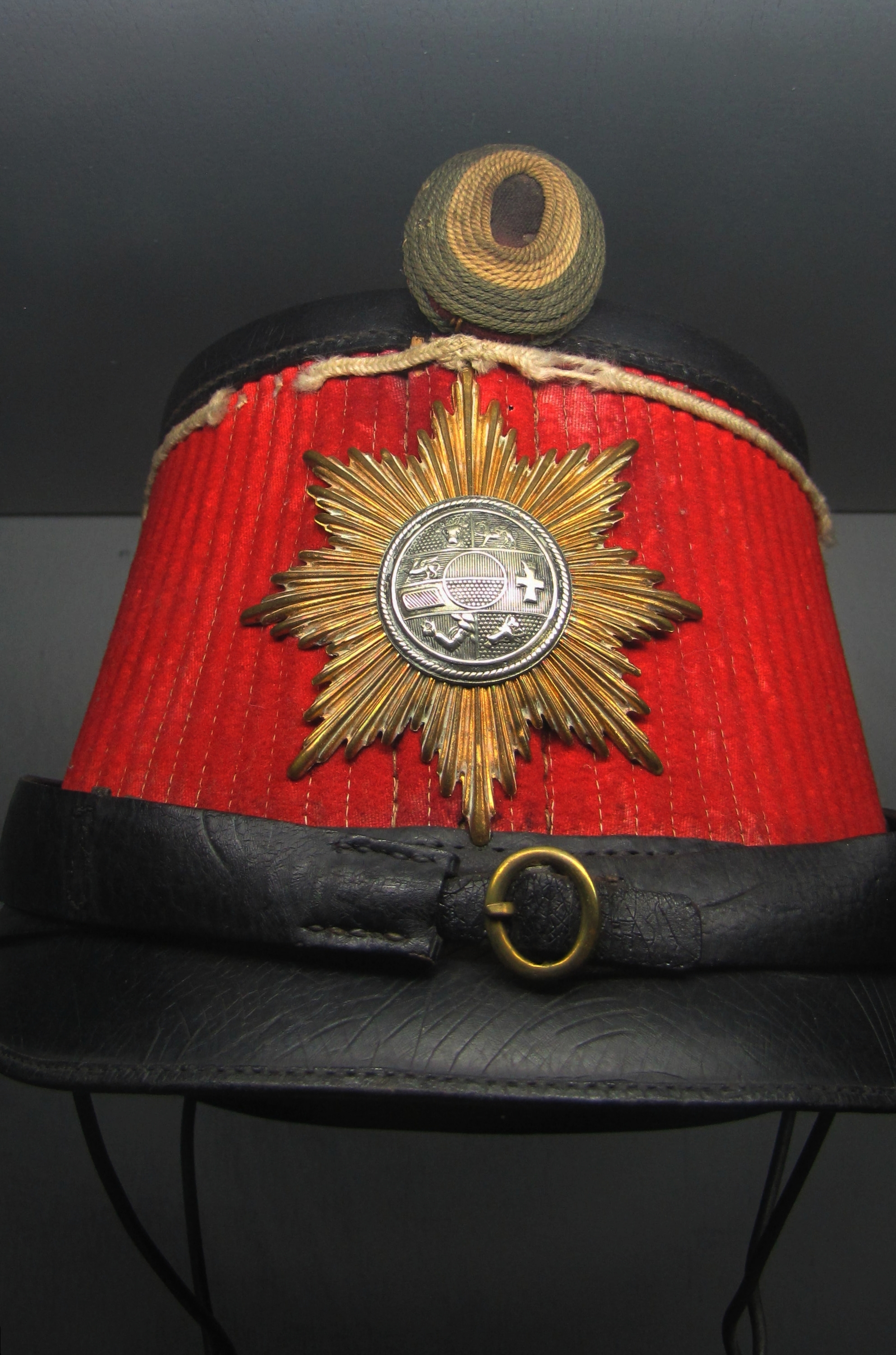
Tschako um 1900

Herzog Karl war bestrebt dem Korps das Ansehen eines „Landesherrlichen Militärs“ zu geben, welches in der Uniformierung ebenfalls zum Ausdruck gebracht werden sollte. Die Wahl fiel auf die schmuckvolle Husarenuniform, die sich am Waffenrock der in Mecklenburg stationierten preußischen Zietenhusaren orientierte. Auch das Erscheinungsbild der Mecklenburg-Schweriner Husaren hatte sicherlich Einfluss auf die Entscheidung. Ihr Aussehen orientierte sich ebenfalls am Uniformrock der Zietenhusaren. Anhand einer Ausrüstungs- und Bekleidungsabrechnung von 1787 lässt sich dies nachvollziehen, denn auf dieser ist ein Husar im typischen Zietenschen Uniformrock abgebildet.
Hinzu kam das Husaren zu der Zeit als kampfstarke Truppe galten. Das hieraus resultierende respekteinflößende Erscheinungsbild dürfte sich positiv im ländlichen Polizeidienst ausgewirkt haben.
Die Uniform bestand mit geringen Abweichungen bis Oktober 1905 aus einem roten Dolman, besetzt mit 18 Schnurreihen, einem blauen Pelz und blaue Hosen. Dolman und Pelz besaßen eine weiße Verschnürung. Der mit silbernen Tressen versehene Kragen und die Aufschläge waren von blauer Farbe. Die weiß-blaue Schärpe der Husaren war mit offenen Quasten verziert. Der Aufschlag am Pelz war wiederum aus schwarzen Lammfell und anfänglich mit weißen Lammfell gefüttert, später dann mit rotem Tuch. In der Anfangszeit besaßen die Husaren einen hellblauen Mantel, der später durch den schwarz-grau-melierten ersetzt wurde. Der Pelz wurde nur in der Winterperiode vom 1. Oktober bis 30. April und zur Paradeuniform getragen. Den Pelz trug der Districtshusar zur Parade über den Dolman, an der linken Schulter mit Behang, bestehend aus weißer Schlaufe, Knebel und Quasten. Zudem gehörte eine Schärpe aus hellblauen Schnüren mit weißen Quasten und Knoten zur Paradeausstattung.
Das Beinkleid war aus blauem Tuch gefertigt und mit Reitleder besetzt. Anfangs wurden Überknöpfhosen getragen und dazu die hohen Stiefel. Später wurden lange Reithosen eingeführt und ab den 1870er Jahren die Reithosen mit den hohen Reitstiefeln.
Von besonderem Interesse ist die Galauniform und die Ausrüstung des Wachtmeisters. Am Dolman und Pelz der silberne Schnurbesatz, die Knöpfe versilbert, ebenso das bekrönte herzogliche Monogramm auf Säbeltasche und Kartusche. Außerdem war der Wachtmeister mit einem Säbel ausgestattet, der gänzlich aus Silber gefertigt war. In der Anfangszeit trug der Wachtmeister noch eine hellblaue ungarische Pekesche, mit versilberten Knöpfen, weißen Schnüren und blauem Samtkragen. Mit dem Ende der Befreiungskriege fiel diese allerdings weg.
Bis 1808 trugen die Husaren eine schwarze Bärenfellmütze mit rotem Kolpak, die anschließend durch einen schwarzen Filztschako in russischer Form nach preußischem Vorbild ersetzt wurde. Der Tschako war mit runder Nationale und einer Messingagraffe versehen, die beim Wachtmeister vergoldet war. Im späteren Verlauf wurde die blau-gelb-rote Landeskokarde und der Messingstern mit eingesetzten Landeswappen eingeführt.
Um 1870 wurde der Tschako zeitweise durch das Käppi nach österreichischem Muster ersetzt. Das Käppi wurde während des Einsatzes mit einem schwarzen Wachstuchüberzug geschützt. Bei Paraden wurde das Käppi mit einem schwarzen Haarschweif versehen, der hinter der Kokarde aufgesteckt wurde. Zu Festivitäten des herzoglichen Hauses trugen die Husaren zumeist ihre alten Kopfbedeckungen. So die Bärenfellmütze und den alten mit Kordon, Quast und Federbusch geschmückten Tschako der 1840er Jahre.
Der Tschako, den die Distriktshusaren bis zu ihrer Auflösung trugen, bestand im Gestell aus einer Aneinanderreihung von Rohrstäbchen, die mit rotem Tuch überzogen wurden und zwischen den Stäbchen durchgesteppt waren. Der Deckel nebst Vorderschirm und Hinterschirm war aus schwarzem Leder gearbeitet, ebenso das schmale Sturmband mit Schnalle. Am Deckel fand sich der weiße Vorstoß (Schnur), als Zierrat der Wappenstern aus Messing oder Blech mit eingesetztem Landeswappen. Kokarde und schwarzer Haarschweif wurden wie bei den vorherigen Kopfbedeckungen getragen. Der Tschako wurde während des Einsatzes mit einem schwarzen Wachstuchüberzug gegen Witterungseinflüsse geschützt.
Für Arbeitstätigkeiten hatten die Husaren eine gesonderte Kopfbedeckung, die sogenannte Fouragiermütze. Die rot-blaue Kopfbedeckung wurde bei Stallarbeiten und ähnlichen Tätigkeiten getragen.
Im Jahr 1870 erließ der Großherzog Friedrich Wilhelm II. ein „Circular an das Gendarmerie-Corps“. In diesem wurde festgelegt, dass die Districtshusaren silberne Tressen am Kragen und Aufschlägen des Dolmanns erhalten und der Dolmann zudem mit weißen Knöpfen versehen wird. Die silberne Tresse am Tschako des Wachtmeisters fiel weg, stattdessen wurde die weiße Litze getragen. Der Pelz wurde nur am Kragen mit silbernen Tressen besetzt und die Wachtmeister trugen weiterhin ihre Rangabzeichen auf der Schulterklappe.
Zum letzten Mal traten die District-Husaren in ihrer typischen Uniform bei der Beisetzung des Großherzogs Friedrich Wilhelm im Jahr 1904 und beim Besuch des Großherzogs Adolf Friedrich V. in Ratzeburg im Jahr 1906 in Erscheinung. Ab 1905 wurde die Husarenuniform (bis auf den Hofdienst) abgeschafft und durch einen blauen Waffenrock nach preußischem Muster mit grünen schwedischen Aufschlägen, Kragen und Achselklappen ersetzt. Am Kragen wurden gelbe Unteroffizierstressen getragen. Zum Uniformrock wurde eine dunkelgrau-melierte Tuchhose getragen, welche an den Seiten rot paspeliert war. Als Kopfbedeckung wurden die Tschakos eingeführt, in der Form wie ihn die Mecklenburger Jäger besaßen. Den Abschluss bildeten das schwarze Lederzeug und Schuhwerk. Das Erscheinungsbild entsprach dem der Fußgendarmen, die seit 1849 ihren Dienst in den Distrikten versahen. Mit Erlass vom 19. Juni 1906 wurde nunmehr bestimmt, dass die Strelitzer Gendarmen den Namenszug des Großherzoges Adolf Friedrich V. auf den Achselklappen der Waffenröcke und der Mäntel zu tragen hatten. Auch die Achselstücke der Litewken trugen das neue herzogliche Monogramm. Auf den Achselklappen wurde der Namenszug gestickt, auf den Achselstücken hingegen in Metall geschlagen.
Noch vorhandene Husarenuniformen wurden nach der Novemberrevolution an das Landestheater überwiesen und als Requisite verwandt. Sie wurden später bei einem Brand vernichtet. Abbildungen der Husarenuniform finden sich im Buch Uniformkunde, Bd. XV des Autors Richard Knötel. Eine bildliche Darstellung der Paradeuniform von 1905 mit rotem Tschako, schwarzem Federbusch und umgehängten Pelz findet sich auch auf den Uniformtafeln des aus der Zeit des Nationalsozialismus stammenden Buches „Vom Werden der deutschen Polizei“. Heute befinden sich erhaltene Uniformteile der Districtshusaren im Bestand des Schöneberger Volkskundemuseums.

## Ausrüstung und Bewaffnung

### Ausrüstung

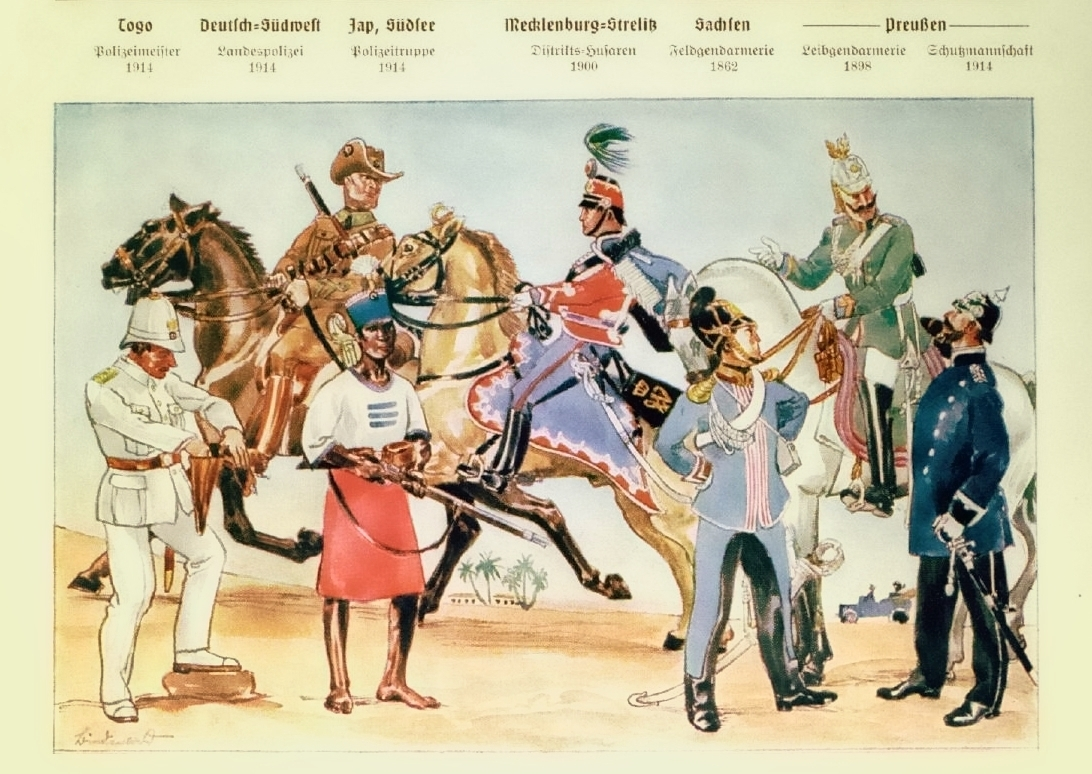
(Mitte) Districtshusar zu Pferde in Paradeausstattung

- Schabracke: Die Schabracke, die zu Paraden über die Satteldecke aufgelegt wurde, war von blauer Farbe mit rotem gezackten Besatz, der wiederum mit weißen Tressen besetzt war. Der Wachtmeister war um 1812 mit einer Schabracke aus weißem Schafsfell ausgestattet.[46]

- Säbeltasche: Anfänglich waren die Säbeltaschen aus rotbraunem Juchtenleder, mit einem Überzug aus rotem Tuch, der von weißen Tressen eingefasst war. Der aufgebrachte herzogliche Namenszug „FW“ war ebenso aus weißen Tressen gearbeitet. Er wurde später durch einen Beschlag aus Messing ersetzt. Die Säbeltaschen von 1810 wurden aus schwarzem Leder gefertigt.

- Kartusche: Sie war aus schwarzem Leder gefertigt, mit dem Besatz aus Messing, der den herzoglichen Namenszug „FW“ zeigte.

- Bandelier: Das Bandelier war aus rotbraunem Juchtenleder oder schwarzem Leder gefertigt. Zum Karabiner gehörte hingegen ein weißledernes Bandelier in preußischer Ausführung.[46]

### Bewaffnung
Die Bewaffnung bestand aus einem preußischen Husarensäbel, einem Karabiner in verschiedenen Modell-Ausführungen und zwei Steinschlosspistolen dann Perkussionspistolen, die am 18. April 1876 durch sechsschüssige Zündnadel-Revolver ersetzt wurden. Mit diesen Revolvern wurden nicht nur die 16 Districtshusaren ausgerüstet, sondern auch die 9 Landreiter. Die Pistolen wurden am Sattel geführt, der Revolver wurde hingegen in einer aus schwarzen Leder gefertigten Revolvertasche an der rechten Körperseite getragen, die mittels Riemen über der linken Schulter gehalten wurde.
Ab 1881 führten die Districtshusaren einen Dragonersäbel, dessen Faustriemen aus braunrotem Juchtenleder gefertigt wurde und zudem mit einem gelben Quast versehen war. Die längerdienenden Husaren trugen hingegen das Offiziersportepee.
1913 wurden 33 Selbstladepistolen Dreyse Modell 1907 im Kal. 7.65 mm für die Strelitzer Gendarmen angeschafft. Mit den neuen Pistolen wurde auch die zum Schutz des Residenzschlosses eingesetzten Gendarmen ausgerüstet.

## Verbleib
Die Districtshusaren – seit 1905 auch als berittene Gendarmen bezeichnet – wurden im Verlauf der 1910er Jahre in die Mecklenburg-Strelitzsche Land-Gendarmerie eingegliedert. So sahen sich später die Fußgendarmen und die berittenen Gendarmen der Mecklenburg-Strelitzsche Land-Gendarmerie organisationsgeschichtlich als Nachfolge der Districts- und Ordonnanz-Husaren.
Die Auswirkungen der Novemberrevolution gingen auch an der Polizei des Landes Mecklenburg-Strelitz nicht spurlos vorüber. Bereits am 7. Januar 1919 nahm das neue Ministerium – welches jetzt auch die Aufsicht über die Polizei hatte – unter Führung von Johannes Richard Krüger seine Geschäftstätigkeit auf. In der Folgezeit änderte sich auch die Organisationsstruktur der Polizei grundlegend. So bestand das Strelitzer Polizeiwesen – im Jahr 1920 – aus der Staats-Gendarmerie Mecklenburg-Strelitz, der Mecklenburg-Strelitzschen Land-Gendarmerie und der Ortspolizei. Die Mecklenburg-Strelitzsche Land-Gendarmerie gliederte sich aus den elf berittenen Gendarmen und 24 Fußgendarmen sowie den sieben Gendarm-Anwärtern. Als Vorgesetzte, der Kommandeur Rittmeister Yrsch-Pienzau und der Oberwachtmeister Steinmann. Die Zuständigkeitsbereiche waren in den Beritt Neustrelitz, den Beritt Neubrandenburg und den Beritt Land Ratzeburg aufgeteilt. In diesen Bereichen waren die Gendarmen wiederum auf mehrere Stationen verteilt.
Mit der Machtergreifung der Nationalsozialisten änderte sich auch die Struktur und die Aufgaben der mecklenburgischen Landespolizei. Bereits im März 1933 kam es zu Säuberungsaktionen innerhalb der Mecklenburger Polizei. So wurde der Schweriner Polizeiführer Hans Emil Lange in Schutzhaft genommen und später aus dem Beamtenverhältnis entlassen. Vor allem waren Beamte jüdischer Abstammung betroffen.
Im Mai befahl Reichstatthalter Friedrich Hildebrandt dem Kommandeur der Schweriner Landespolizei, die Polizeien beider Mecklenburg und Lübeck in einer Landespolizeigruppe zu vereinen. Die Polizeihoheit der Länder sollte davon vorerst nicht beeinflusst werden. Die Strelitzer Polizei wurde daraufhin auf eine planmäßige Stärke von 150 Mann gebracht.
Ab dem 1. Juli 1933 wurden die Strelitzer Polizeirekruten in den Ausbildungseinrichtungen der Mecklenburg-Schweriner Landespolizei ausgebildet. Mit der Maßnahme kündigte sich auch Vereinigung der mecklenburgischen Landesteile an, der beide Landesparlamente am 13. Oktober 1933 zustimmen sollten. Am späteren Festakt im Rostocker Ständehaus nahmen auch der abgedankte Schweriner Großherzog Friedrich Franz IV. und Herzog Adolf Friedrich teil, die als Ehrengäste des NSDAP Reichsstatthalters Friedrich Hildebrandt geladen waren. Anschließend kam es zur grundlegenden Umstrukturierung der Landespolizei-Verwaltung. Im Dezember 1933 wurde die Landespolizei in zwei Abteilungen gegliedert, in die I. Abteilung Schwerin und die II. Abteilung Rostock.
Die Polizeihoheit ging am 30. Januar 1934 mit dem Gesetz zum Neuaufbau des Reiches auf das Deutsche Reich über. Im Mai wurden bereits die Hauptmannschaften der Reviere in den größeren Städten aus der Landespolizei herausgelöst.
1936 wurde die uniformierte Polizei des Reiches in der Ordnungspolizei vereinigt. Sie stand fortan unter der Führung von General der Polizei und SS-Oberst-Gruppenführer Kurt Daluege. Im Jahr 1938 beteiligte sich die Polizei Mecklenburg mit Abordnungen der Schutzpolizei am Einmarsch in Österreich und der Besetzung der sudetendeutsche Gebiete. Nach Beginn des Krieges gegen die Sowjetunion wurden auch die Mecklenburger Polizisten an der Ostfront eingesetzt. Dort kamen sie unter anderem bei der Bewachung und der späteren Räumung des Ghettos Riga zum Einsatz.

## Sonstiges

### Verfehlungen
Auch die Husaren waren nicht unfehlbar. Major von Bonin musste in der Anfangszeit mehrmals zu Disziplinarmaßnahmen greifen und bereits am 24. Oktober 1798 einen Husar entlassen. Derjenige hatte dem Stargarder Kümmel derart zugesprochen, dass er laut rufend durch den Ort streifte und schließlich betrunken vom Pferd fiel. Ein weiterer Husar fälschte die Unterschrift eines Schulzen, eine Disziplinarstrafe in Form der mehrwöchigen Suspendierung vom Dienst war die Folge. In den Jahren 1801 und 1810 wurde jeweils ein Husar entlassen. Beide hatten sich der Erpressung von Händlern schuldig gemacht. Bei einer später durchgeführten Räuber- und Bandenbekämpfung, die der Kieler Polizeimeister Caspar Diederich Christensen leitete, wurden zudem Fälle von Bestechlichkeit festgestellt. Solche Vorfälle sollten aber in der langjährigen Bestehenszeit des „Herzoglichen Husaren Corps“ die Ausnahme bleiben.

### Mecklenburg-Schweriner Districts-Husaren
Am 21. April 1801 wurde auch im Herzogtum Mecklenburg-Schwerin ein Districtshusaren-Corps errichtet, bestehend aus dem Wachtmeister, zwei Unteroffiziere und 32 Husaren. Geteilt wurde das Land in 15 Distrikte, in denen jeweils zwei Husaren ihren Dienst versahen. Organisiert waren die Schweriner Districtshusaren wie ihr Vorbild, in jedem Distrikt ein Commissarius und ein ritterschaftlicher Deputierter denen die Husaren unterstanden. Herzog Friedrich Franz I. erließ unmittelbar nach Errichtung des Corps ein Regulativ für die: „Sicherungsanstalt gegen fremde Bettler und Vagabonden durch ein reitendes Militär-Corps“. Das Corps wurde jedoch im Jahr 1812 wegen mangelnder Effektivität aufgelöst. Ein weiterer Grund waren Durchstechereien, die sich der Wachtmeister Trippenbach zu Schulden kommen lassen hat, was zu seiner Entlassung im Jahr 1811 führte. Nach Auflösung des Corps wurde die Gendarmerie des Herzogtums nach französischem Vorbild neu organisiert.

### Landesarbeitshaus Altstrelitz
Altstrelitz besaß bereits seit Mitte des 18. Jahrhunderts ein Zucht- und Werkhaus. Mit zunehmenden Andrang in not geratener Menschen war diese Einrichtung aber hoffnungslos überfordert.
Das Landesarbeitshaus, nach preußischem Vorbild, wurde als Abwehrmaßnahme gegen Bettelei und Landstreicherei geschaffen. Aufgegriffene Bettler wurden in diese „Anstalten“ verbracht, um sie von der Straße zu bekommen. Am Grundproblem der sozialen Not der Betroffenen änderte dies allerdings nichts. Das Altstrelitzer Landesarbeitshaus wurde auf dem als „Komödienberg“ bezeichneten Gelände errichtet, auf einem vorhandenen alten Fundament. Mit dem Bau wurde 1798 begonnen. Im März 1801 fanden die Bauarbeiten ihren Abschluss. Die Eröffnung verzögerte sich jedoch, erst mit dem herzoglichen Erlass vom 4. Januar 1805 wurde die Anstalt in Betrieb genommen. Nunmehr gehörte das Landesarbeitshaus zum Dienstalltag der Districtshusaren, wohin sie aufgegriffene Bettler verbringen konnten. Das Landesarbeitshaus wurde fortan als Arbeitshaus, Zuchthaus und Irrenhaus genutzt.
Den organisatorischen Ablauf im Landesarbeitshaus gewährleisteten:
- ein Inspector
- ein Werkmeister
- ein Aufseher
- eine Aufseherin[57]
- ein Pförtner und Schließer
- ein Krankenwärter
- eine Krankenwärterin[57]
- eine Hausköchin
- ein Arzt